# Batomys dentatus
Batomys dentatus är en däggdjursart som beskrevs av Miller 1911. Batomys dentatus ingår i släktet Batomys, och familjen råttdjur. Inga underarter finns listade i Catalogue of Life.
Individerna blir med svans i genomsnitt 380 mm långa, svanslängden är cirka 185 mm och bakfötterna är ungefär 36 mm långa. Ovansidan är täckt av mörkbrun och lite ullig päls och undersidan är lite ljusare. Ett exemplar hade en vit svansspets och resten av svansen var brun. På svansen förekommer hår och djurets morrhår är långa. Kring ögonen finns en ring utan hår.
Detta råttdjur hittades i en cirka 2100 meter hög bergstrakt på Luzon i norra Filippinerna. Området är täckt av skog.
Det är inget känt angående populationens storlek och möjliga hot. IUCN kategoriserar arten globalt som otillräckligt studerad.